# Монастирищенська волость (Липовецький повіт)
Монастирищенська волость — адміністративно-територіальна одиниця Липовецького повіту Київської губернії з центром у містечку Монастирище.
Станом на 1886 рік складалася з 2 поселень, 2 сільських громад. Населення — 5962 осіб (2880 чоловічої статі та 3082 — жіночої), 659 дворових господарств.
|                     | Площа, десятин | У тому числі орної, десятин |
| ------------------- | -------------- | --------------------------- |
| Сільських громад    | 3660           | 3104                        |
| Приватної власності | 4301           | 2408                        |
| Казенної власності  | 10             | —                           |
| Іншої власності     | 295            | 156                         |
| Загалом             | 8266           | 5668                        |

Найбільше поселення волості:
- Монастирище — колишнє власницьке містечко за 70 верст від повітового міста, 4687 осіб, 647 дворів, 4 православні церкви, костел, синагога, єврейський молитовний будинок, школа, аптека, постоялий двір, 4 постоялих будинки, 31 лавка, базари по вівторках, 4 водяних млини, цегельний, пивоварний і винокурний заводи.